# Philippe Lefebvre (acteur)
Pour les articles homonymes, voir Philippe Lefebvre et Lefebvre.
Philippe Lefebvre est un acteur, producteur, réalisateur et scénariste français, né le 17 décembre 1968.

## Biographie
Fils de Chantal et Gérard Lefebvre, Philippe grandit à Loos-lès-Lille avec ses deux frères, Vincent et Damien.
Il suit des cours de comédie au Conservatoire de Lille et à l'Atelier Steve Kalfa.
Il commence sa carrière au cinéma dans Barracuda, en 1997 aux côtés de Guillaume Canet avant d'apparaître régulièrement dans de nombreuses séries qui le font connaître du grand public.  Il décroche l'un des rôles principaux de la série Détectives en 2013 , il est le père d'un adolescent accusé de viol dans Un fils, en 2015.
Côté scénarios, il a co-écrit celui de Ne le dis à personne d'après Harlan Coben, Mon idole et Rock'n Roll, tous trois de Guillaume Canet.
 
En 2010, il passe à la réalisation avec Le Siffleur, avec François Berléand.
Il est cofondateur avec Alain Attal de la société Les Productions du Trésor et produit essentiellement des courts-métrages.

## Filmographie

### Acteur
- 1997 : Barracuda de Philippe Haïm
- 2002 : Mon idole de Guillaume Canet (+ scénario)
- 2002 : Les Amateurs de Martin Valente
- 2003 : Narco de Tristan Aurouet et Gilles Lellouche
- 2004 : Tu vas rire, mais je te quitte de Philippe Harel
- 2004 : Un petit jeu sans conséquence de Bernard Rapp
- 2005 : Selon Charlie de Nicole Garcia
- 2005 : L'Homme de sa vie de Zabou Breitman
- 2005 : Ne le dis à personne de Guillaume Canet (+ scénario)
- 2006 : Pur Week-end d'Olivier Doran
- 2006 : OSS 117 : Le Caire, nid d'espions de Michel Hazanavicius : Jack Jefferson
- 2006 : Ma vie n'est pas une comédie romantique de Marc Gibaja
- 2007 : Détrompez-vous de Bruno Dega
- 2007 : Ce soir je dors chez toi d'Olivier Baroux
- 2008 : Les Randonneurs à Saint-Tropez de Philippe Harel
- 2008 : Le Premier Jour du reste de ta vie de Rémi Bezançon
- 2008 : Un monde à nous de Frédéric Balekdjian
- 2009 : Safari d'Olivier Baroux
- 2009 : Le Siffleur (+ réalisation)
- 2010 : L'Italien d'Olivier Baroux
- 2011 : Ma part du gâteau de Cédric Klapisch
- 2011 : Les Tuche d'Olivier Baroux
- 2012 : Mais qui a retué Pamela Rose ? d'Olivier Baroux et Kad Merad
- 2013 : Prêt à tout de Nicolas Cuche
- 2013 : En solitaire de Christophe Offenstein
- 2013 : La Marche de Nabil Ben Yadir
- 2013 : Cookie de Léa Fazer
- 2014 : SMS de Gabriel Julien-Laferrière
- 2016 : Marseille de Kad Merad
- 2016 : Retour chez ma mère d'Éric Lavaine
- 2017 : Rock'n Roll de Guillaume Canet (+ scénario)
- 2021 : Un tour chez ma fille d'Éric Lavaine
- 2025 : Le Routard de Philippe Mechelen

### Télévision
- 1991 : Cas de divorce, épisode 94
- 1994 : La Colline aux mille enfants de Jean-Louis Lorenzi : Marc
- 1995 : Cœurs Caraïbes : Yann
- 1996 : Les Cordier, juge et flic, saison 4, épisode 4 : " L'Adieu au drapeau" de Bruno Herbulot
- 1997 : L'Instit, épisode 4-05, Frères de sang, de Williams Crépin : Walter
- 2001 : Les Semailles et les Moissons de Christian François
- 2001 : Une femme d'honneur (épisode « Poids lourds »)
- 2002 : Garonne de Claude d'Anna : Julien
- 2003 : Un été de canicule : Paul Soubeyrand
- 2004 : Courrier du cœur : Morand
- 2005 : Clara Sheller : Antoine  (saison 1)
- 2005 : Père et Maire : Bruno Morisset  (saison 5, épisode 1)
- 2006 : Femmes de loi : Carl Vigeant (Paroles interdites: saison 6, épisode 2)
- 2007 : Vérités assassines d'Arnaud Sélignac
- 2008 : Terre de Lumière  de Stéphane Kurc
- 2008 : Vénus et Apollon  (saison 2)  de Pascal Lahmani
- 2010 : Au bonheur des hommes de Vincent Monnet
- 2010 : Fais pas ci, fais pas ça  (saison 4)  : Le vicomte de Maroeuil
- 2011 : Comme chez soi de Lorenzo Gabriele
- 2012 : Scènes de ménages : ce soir, ils reçoivent de Francis Duquet
- 2013-2015 : Détectives, série télévisée de Marc Eisenchteter : Philippe Roche
- 2014 : Un fils d'Alain Berliner : Arnaud
- 2017 : Peur sur la base de Laurence Katrian : Samuel Delaunay
- 2017 : Le Tueur du lac de Jérôme Cornuau : Alexis Geller
- 2019 : Infidèle de Didier Le Pêcheur : Nils
- 2019 : Sam (saison 3) : père d'Hugo
- 2020 : Faites des gosses, série télévisée de Philippe Lefebvre : Alexandre
- 2024 : Culte : Christian de Chaunac
- 2025 : Tout le monde ment, épisode Les Repentis : Commere

### Réalisateur
- 2010 : Le Siffleur
- 2015 : Fais pas ci, fais pas ça (saison 8 : épisodes 4, 5 et 6)
- 2016 : Fais pas ci, fais pas ça (saison 9 : épisodes 1 et 2)
- 2017 : Bienvenue à Nimbao
- 2017 : Les Chamois
- 2020 : Faites des gosses
- 2020 : Sam (saison 5 & 6)
- 2023 : Nouveau départ
- 2024 : L'Enchanteur (téléfilm)

## Théâtre
- 1994 : Le mal court de Jacques Audiberti, mise en scène Pierre Franck, Théâtre des Célestins

## Distinctions

### Récompense
- Le Siffleur (2009) : Prix Aquitaine au festival du film de Sarlat

### Nominations
- Ne le dis à personne (2007) :
  - César de la meilleure adaptation
  - Prix Lumières du meilleur scénario
  - Étoile d'or du cinéma français du meilleur scénario
  - Prix Jacques-Prévert de la meilleure adaptation
- Le Siffleur (2009) : DirActor du meilleur long-métrage[Quoi ?][réf. nécessaire]